# Gboa
Gboa är en klan i Liberia.   Den ligger i regionen Nimba County, i den nordöstra delen av landet, 250 km nordost om huvudstaden Monrovia.